# Bill W. Benton
Bill W. Benton (geb. vor 1989) ist ein US-amerikanischer Tontechniker.

## Leben
Benton begann seine Karriere zunächst bei einem Tonstudio in Los Angeles. Später wechselte er zu Metro-Goldwyn-Mayer, wo er in verschiedenen Bereichen der Tongestaltung tätig war. 1991 erhielt er gemeinsam mit Russell Williams II, Jeffrey Perkins und Gregory H. Watkins für Der mit dem Wolf tanzt den Oscar in der Kategorie Bester Ton, zudem war er für den Film 1992 für den BAFTA Film Award in der Kategorie Bester Ton nominiert. 1994 (für Geronimo – Eine Legende) und 1997 (für Independence Day) war er erneut für den Oscar nominiert, ging bei beiden Verleihungen jedoch leer aus. Für Independence Day erhielt er zudem eine weitere Nominierung für den BAFTA Film Award.

## Filmografie (Auswahl)
- 1989: Der Rosenkrieg (The War of the Roses)
- 1990: Der mit dem Wolf tanzt (Dances with Wolves)
- 1993: Und täglich grüßt das Murmeltier (Groundhog Day)
- 1993: Geronimo – Eine Legende (An American Legend)
- 1995: Waterworld
- 1996: Independence Day
- 1996: That Thing You Do!
- 1998: Ich weiß noch immer, was du letzten Sommer getan hast (I Still Know What You Did Last Summer)
- 2000: Was Frauen wollen (What Women Want)
- 2001: Ghosts of Mars (John Carpenter’s Ghosts of Mars)
- 2001: Ritter aus Leidenschaft (A Knight’s Tale)
- 2002: Stuart Little 2
- 2003: Die Wutprobe (Anger Management)
- 2003: Was das Herz begehrt (Something’s Gotta Give)
- 2004: Die Bourne Verschwörung (The Bourne Supremacy)
- 2005: Hitch – Der Date Doktor (Hitch)
- 2007: Transformers
- 2009: Year One – Aller Anfang ist schwer (Year One)
- 2010: Burlesque
- 2011: Transformers 3 (Transformers: Dark of the Moon)
- 2013: Texas Chainsaw 3D

## Auszeichnungen
- 1991: Oscar in der Kategorie Bester Ton für Der mit dem Wolf tanzt
- 1992: BAFTA-Film-Award-Nominierung in der Kategorie Bester Ton für Der mit dem Wolf tanzt
- 1997: Oscar-Nominierung in der Kategorie Bester Ton für Geronimo
- 1997: Oscar-Nominierung in der Kategorie Bester Ton für Independence Day
- 1992: BAFTA-Film-Award-Nominierung in der Kategorie Bester Ton für Independence Day